# 一宮藩
一宮藩（いちのみやはん）は、上総国長柄郡の一宮陣屋（現在の千葉県長生郡一宮町字城内）を藩庁として、江戸時代後期から廃藩置県まで存在した藩。1826年、伊勢国八田藩主・加納久儔が飛び地領であった当地に居所を移転して成立した。以後、譜代大名の加納家が4代約50年にわたって治めた。石高は1万3000石。
本記事では廃藩後に設置された一宮県（いちのみやけん）についても言及する。

## 歴史
戦国時代、この地には一宮城が存在していた。ここは北条氏と里見氏の勢力圏の境目にあり、しばしば支配者が変わったが、小田原征伐の際に本多忠勝によって攻め落とされて廃城となり、以後大多喜藩領などを経て、伊勢国八田藩加納家の飛領となった。
加納家は代々紀州徳川家の家臣であったが、徳川吉宗が将軍に就任した際に紀州から随行してそのまま幕臣に転じて大名に取り立てられた家である。1826年（文政9年）3月、伊勢八田藩主であった加納久儔が陣屋を上総国長柄郡一宮本郷村にあった一宮城跡地へ移したことにより、一宮藩が立藩した。初代藩主である久儔は天保期、軍制改革を主とした藩政改革を行なって兵団組織・農民徴兵制を施行するなど、ある程度の成功を収めた。
このため第2代藩主・加納久徴は1855年（安政2年）2月5日、講武所総裁に任じられた。その後、久徴は奏者番、そして若年寄を歴任し、公武合体運動を推進して活躍した。1863年（文久3年）11月、真忠組の乱が起こると、この鎮圧で功を挙げた。
第3代藩主・加納久恒は1867年（慶応3年）7月29日に若くして死去した。
第4代藩主・加納久宜は戊辰戦争のとき、新政府側に与した。1869年（明治2年）の版籍奉還で久宜は知藩事となり、1871年（明治4年）の廃藩置県により一宮藩は一宮県となり、11月には木更津県を経て千葉県に編入された。
なお、最後の藩主となった加納久宜（子爵）は、鹿児島県知事を務めるなど明治維新後も政財界で活躍し、後に入閣要請を蹴って一宮町長となった。その子・加納久朗は、戦後に千葉県知事を務めている。平成時代に内閣総理大臣となった麻生太郎の祖母は加納久朗の妹である。
現在の一宮陣屋跡は大手門の模擬門があるくらいである。

## 歴代藩主
加納家
譜代。1万3000石。
1. 久儔（ひさとも）〈従五位下 遠江守〉
2. 久徴（ひさあきら）〈従五位下 駿河守〉
3. 久恒（ひさつね）〈従五位下 大和守〉
4. 久宜（ひさよし）〈従五位下 遠江守〉

## 領地

### 幕末の領地
- 上総国
  - 長柄郡のうち - 10村（うち6村が安房上総知県事、2村が安房上総知県事を経て花房藩、2村が安房上総知県事を経て鶴舞藩に編入）
- 下総国
  - 相馬郡のうち - 6村（下総知県事に編入）
- 上野国
  - 佐位郡のうち - 3村（岩鼻県に編入）
- 伊勢国
  - 員弁郡のうち - 8村（度会府に編入）
  - 三重郡のうち - 4村（同上）
  - 多気郡のうち - 3村（同上）

以上、「旧高旧領取調帳」を元に記載したが、記載どおりとすると所領がゼロになるため、実際に移管されたかどうかは不明である。また、上野国新田郡にも所領があったとする資料もあるが、「旧高旧領取調帳」には記載がなく、調査時には岩鼻県に編入されていたものと思われる。